# Malîi Hodacikiv
Malîi Hodacikiv (în ucraineană Малий Ходачків) este localitatea de reședință a comunei Malîi Hodacikiv din raionul Ternopil, regiunea Ternopil, Ucraina.

## Demografie
Componența lingvistică a localității Malîi Hodacikiv
     Ucraineană (99,04%)
     Alte limbi (0,95%)
Conform recensământului din 2001, majoritatea populației localității Malîi Hodacikiv era vorbitoare de ucraineană (99,04%), existând în minoritate și vorbitori de alte limbi.